# Tandtråd

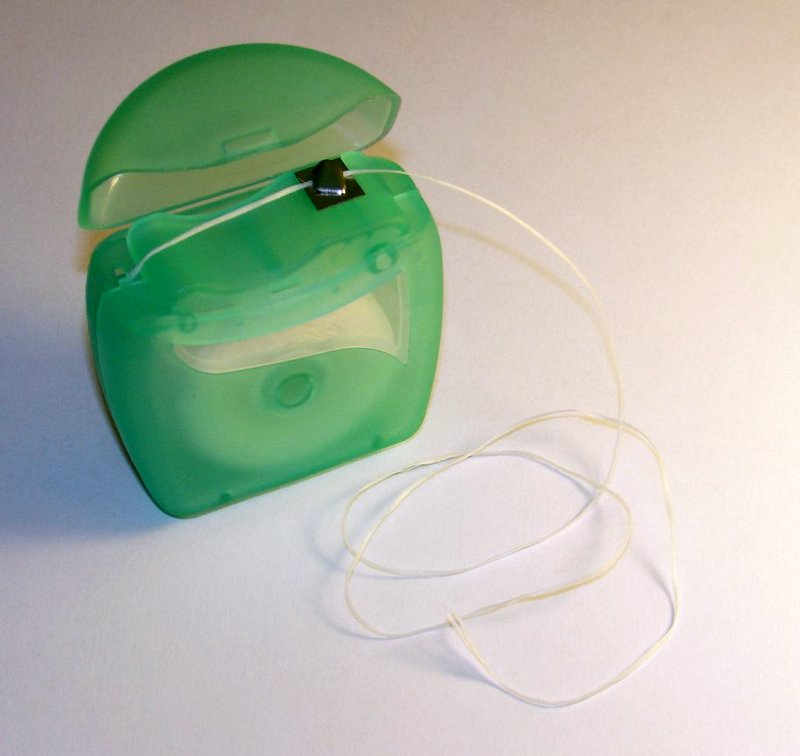
En förpackning med tandtråd.

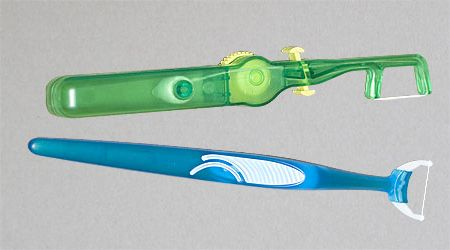
Tandtrådshållare.

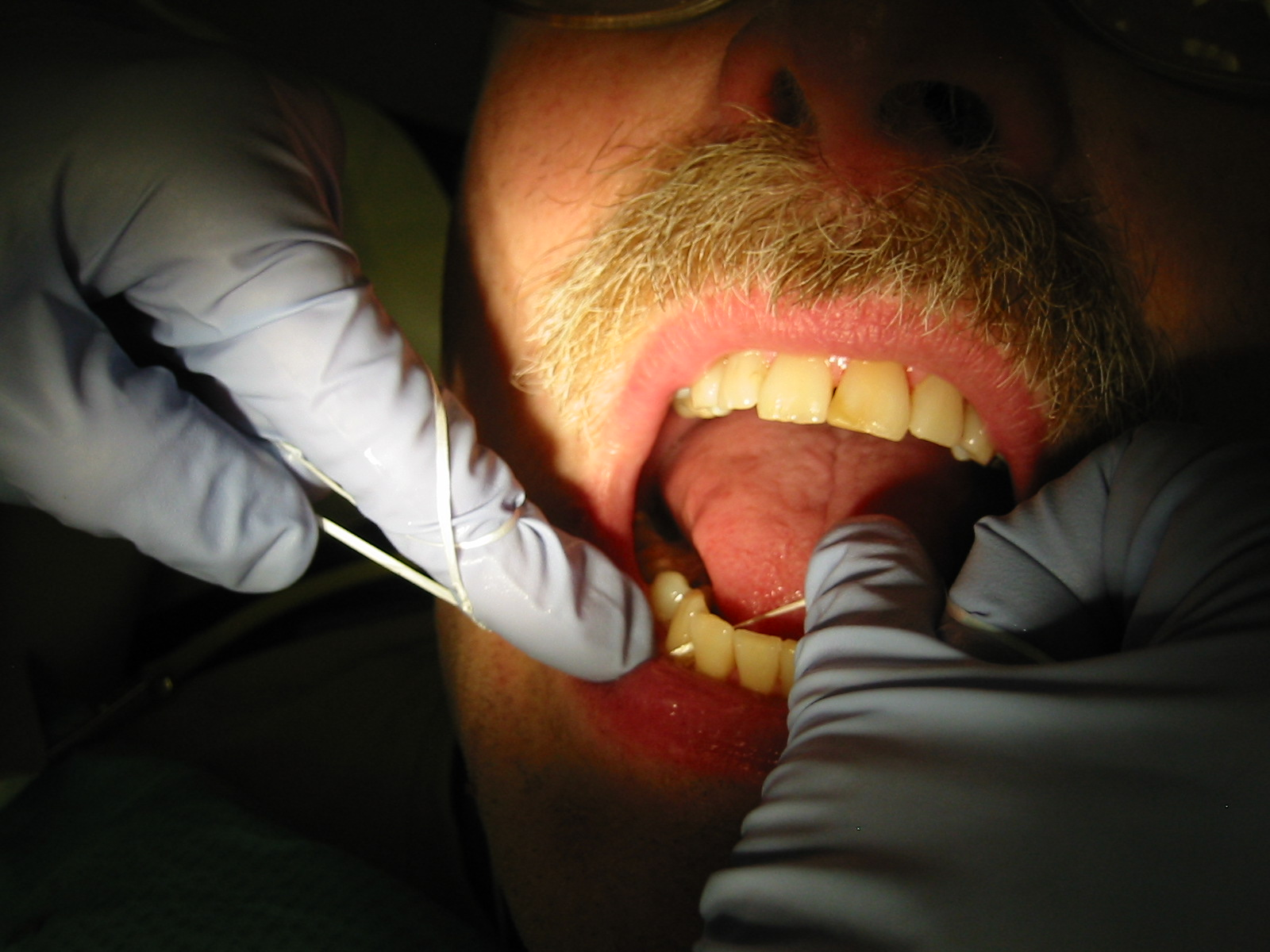
En tandhygienist rengör en patients tänder med tandtråd.

Tandtråd är en tunn tråd av nylon/teflon eller bomull, oftast vaxad, som används för rengöring mellan tänderna. Tandtråden kan innehålla fluor och ibland även ha smak, till exempel av mint eller banan. Det finns rundad och platt tandtråd. Det finns också tandtråd som expanderar vid kontakt med saliv, för att fylla ut hålrummet mellan tänderna bättre. Behandlingen skall avlägsna plack från tand- och tandhalsytan och därigenom förhindra uppkomsten av tandsten och tandlossning. Beroende på användningen finns olika typer tillgängliga, såsom vaxad, oväxlad, polytetrafluoreten, superfärg och tandband. 
Användning av tandtråd ska ses som ett komplement till tandborstning. Helst bör tandtråd användas före den ordinarie tandborstningen. Tandtråd lämpar sig bra för personer som har tätt mellan tänderna. Tandsticka och mellanrumsborste är alternativ som lämpar sig bra för personer med gluggar mellan tänderna.
Tandtråd säljs på apotek och i livsmedelsaffärer.

## Användning
Man kan hålla i varje ände av tandtråden, linda ett lagom långt stycke tandtråd runt högra och vänstra handens pekfingrar eller knyta ihop ändarna så att tråden bildar en ring. Sedan några år (2008) säljs dessutom tandtrådshållare i olika utföranden. Dessa består av ett plastskaft med u-formad ände, där några centimeter tandtråd är fäst. På så sätt undviker man att föra in händerna i munnen.
Den spända tandtråden förs in mellan tänderna och ned till tandköttet. Den dras försiktigt fram och tillbaka ett antal gånger mot tändernas sidor. Tandtråd bör även användas för att rengöra baksidan på tänderna längst in i munnen.